# Mosquée Izmaïl d'Odessa
La  mosquée d'Izmaïl, (Ukrainien: Мала мечеть (Ізмаїл) et turc : Küçük Camii) est un édifice religieux musulman situé en Ukraine dans la forteresse d'Izmaïl.

## Histoire
C'est la seule partie ottomane subsistante de la forteresse.

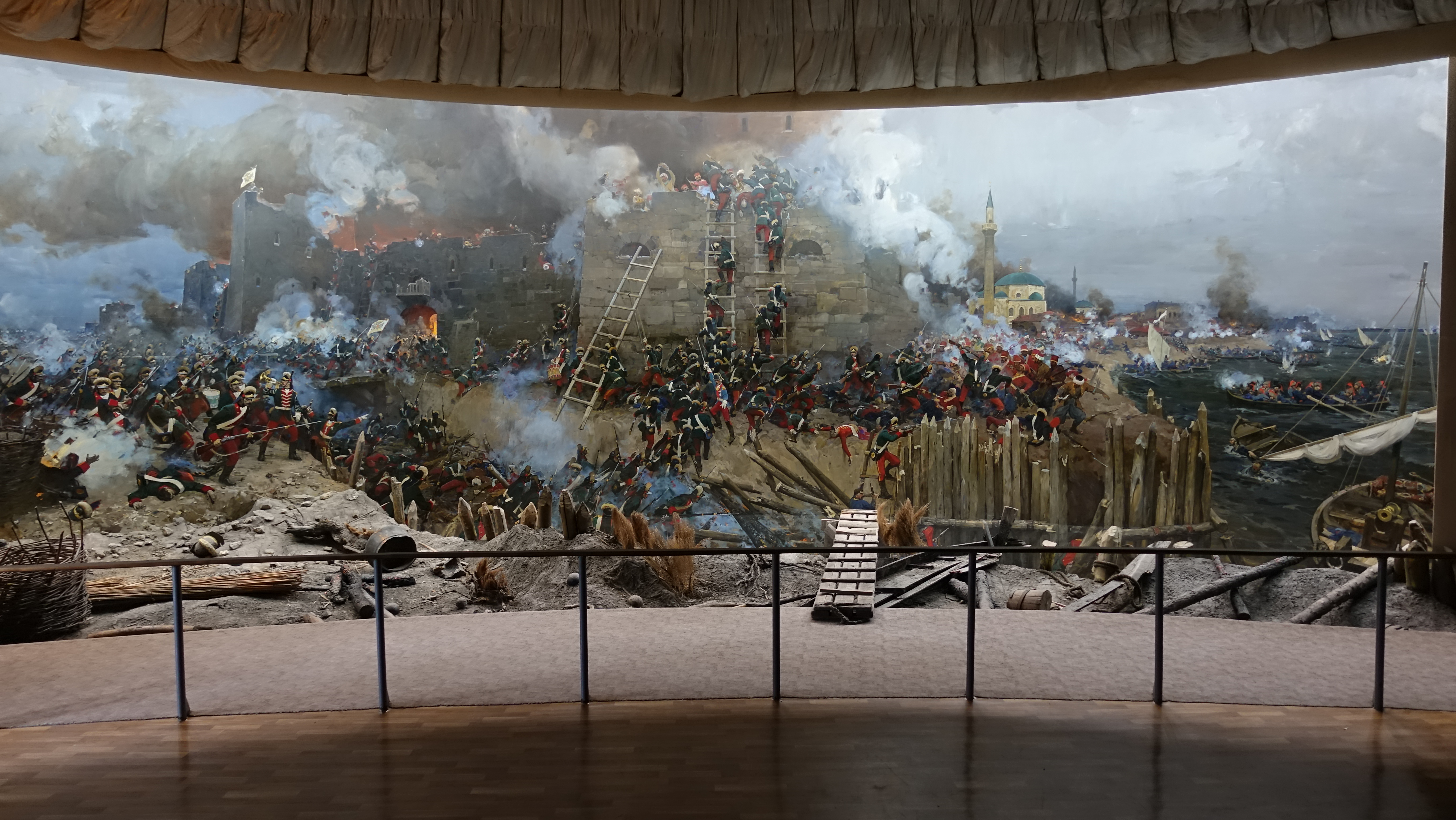
Diorama
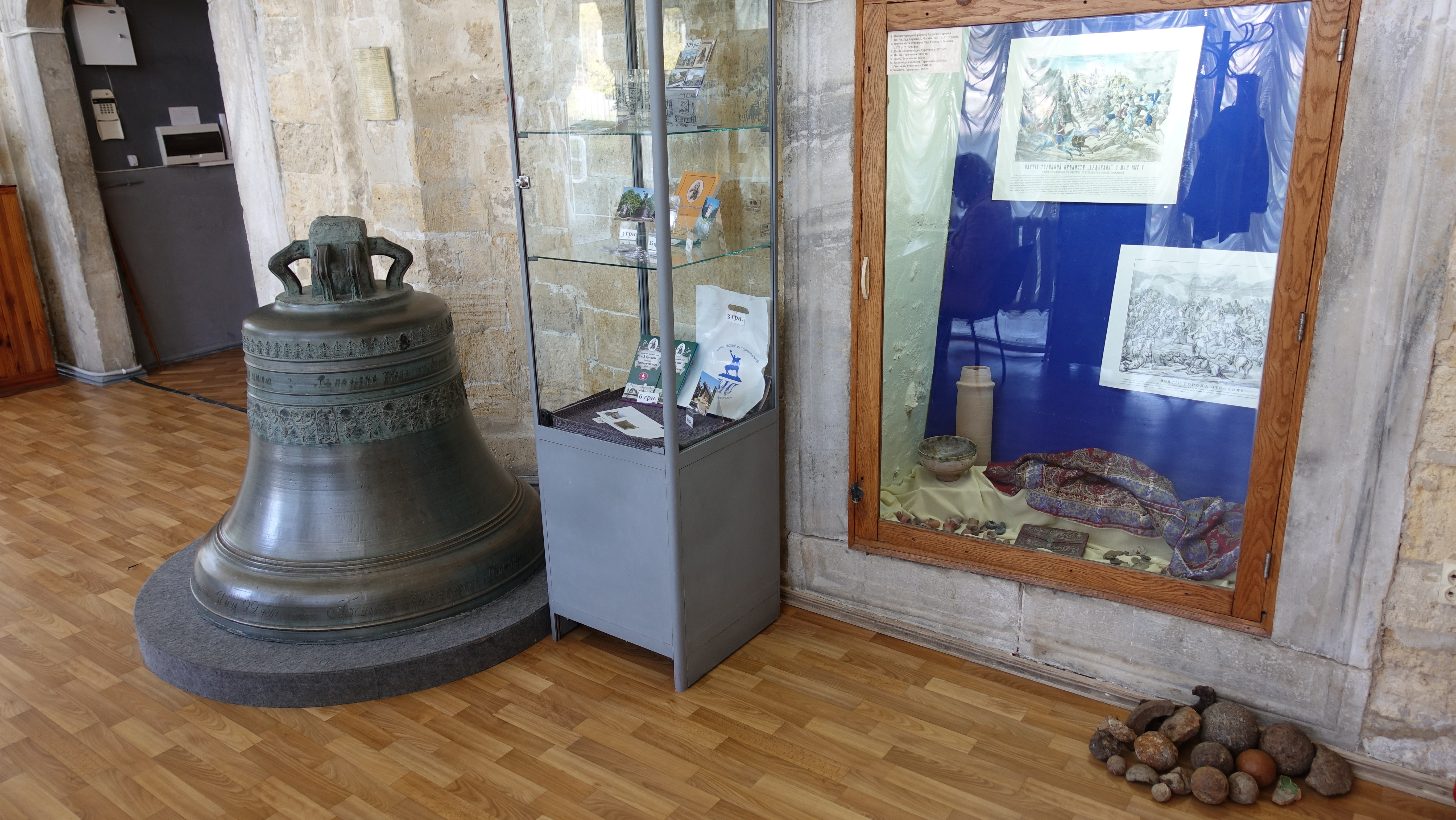
du musée.